# Dao Bac
Dao Kim Bac (* 1955 oder 1956 in Vietnam) ist ein professioneller amerikanisch-vietnamesischer Pokerspieler.

## Persönliches
Bac wurde in Vietnam geboren und wanderte 1989 in die Vereinigten Staaten aus. Er lebt in Garden Grove im Bundesstaat Kalifornien.

## Pokerkarriere
Bac belegte Ende August 2005 beim Main Event der World Poker Tour in Los Angeles den mit 166.800 US-Dollar dotierten siebten Platz. Bei der World Series of Poker im Rio All-Suite Hotel and Casino am Las Vegas Strip gewann er 2007 die Weltmeisterschaft in der gemischten Variante S.H.O.E. und erhielt er den Hauptpreis von knapp 160.000 US-Dollar sowie ein Bracelet. Seitdem blieben größere Turniererfolge aus.
Insgesamt hat sich Bac mit Poker bei Live-Turnieren über 800.000 US-Dollar erspielt.